# Iqbal Theba
Iqbal Theba (pronunciado IK-bal TAY-ba; nacido el 20 de diciembre de 1963) es un actor pakistaní-estadounidense. Theba ha actuado periódicamente en el papel de Director Figgins en la serie Glee. 

## Vida y carrera
Theba se convirtió en un rostro conocido en la década de 1990 cuando apareció en varios programas de televisión y anuncios en Estados Unidos. 
El mayor reconocimiento de Theba fue para su papel en el episodio piloto de Death and Taxes para la NBC. El piloto no siguió, pero consiguió a Theba un papel periódico en The George Carlin Show. Theba, además, tuvo papeles esporádicos en Matrimonio con hijos y Urgencias. Sus otros créditos incluyen apariciones en Nip/Tuck, Alias, Dos hombres y medio, Roseanne, Kitchen Confidential, Chuck, JAG, Arrested Development, Childrens Hospital, El Ala Oeste, Friends, Cosas de hermanas, Everybody Loves Raymond, Weeds, Transformers: el lado oscuro de la luna. 
Theba fue la estrella invitada en Community, para NBC, y apareció como Director Figgins en la serie de televisión Glee, de Fox.

## Filmografía

### Películas
| Año  | Película                                | Papel                 | Notas                    |
| ---- | --------------------------------------- | --------------------- | ------------------------ |
| 1993 | Indecent Proposal                       | Estudiante            |                          |
| 1995 | solo mirando                            | Veejay                |                          |
| 1995 | Internauta por accidente                | Sri Lankan            | Película para televisión |
| 1995 | Abandonada a su suerte                  | El médico             | Película para televisión |
| 1996 | Yesterday's Target                      | Dr. Patel             | Película para televisión |
| 1996 | Futuro objetivo: Salvar la humanidad    | Examinador del FBI    | Película para televisión |
| 1996 | Driven                                  | Posadero              |                          |
| 1997 | Blade Runner                            | Moraji (voz)          | Videojuego               |
| 1998 | Cuestión de suerte                      | Dr. Alagappan         |                          |
| 1998 | Basketball                              | Gerente de la fábrica |                          |
| 2000 | Dancing at the Blue Iguana              | Clerk                 |                          |
| 2001 | guardián                                | Dr. Tuchman           |                          |
| 2002 | A.K.A. Birdseye                         | Puneet Ristani        |                          |
| 2006 | Super ligón                             | Mr. Raja              |                          |
| 2009 | Frankenhood                             | Mr. Samuels           |                          |
| 2010 | Ghosts/Aliens                           | Vecino                | Película para televisión |
| 2011 | Transformers: el lado oscuro de la luna | secretario General    |                          |
| 2012 | Playing the field                       | Param                 |                          |
| 2017 | DriverX                                 | Hombre distinguido    |                          |
| 2018 | Green Book                              | Amit                  |                          |

### Series de televisión
| Año       | Serie                          | Papel                                   | Notas |
| --------- | ------------------------------ | --------------------------------------- | --- |
| 1993      | La ley de Los Ángeles          | Chandra                                 | Episodio: Vindaloo in the Willows |
| 1994      | Loco por ti                    | Taxista #1                              | Episodio: The City |
| 1995      | Seinfeld                       | Taxista                                 | Episodio: The Jimmy |
| 1994—1995 | The George Carlin Show         | Inzamamulhaq siddiqui/Taxista           | Episodios: George tells the truth, George really does it this time, George gets hoist by his own petard, George speaks his mind, George expresses himself |
| 1995      | Sigue soñando                  | Tipo del kiosco                         | Episodio: Try not to remember |
| 1995      | Charlie Grace                  | Empleado pakistaní                      | Episodio: Piloto |
| 1996      | Sisters                        | Asistente Valentine                     | Episodio: A little snag |
| 1996      | Can't hurry love               | Taxista                                 | Episodio: The Elizabeth Taylor episode |
| 1996      | Matrimonio de conveniencia     | Doctor                                  | Episodio: Gut feeling |
| 1996      | Cosas de hermanas              | Mr. Solokian                            | Episodios: The piano lesson, The volunteers |
| 1996      | The home court                 | Noel                                    | Episodio: Mike Solomon: unplugged |
| 1996      | Space: guerra estelar          | General Siraj                           | Episodio: Sugar dirt |
| 1996      | Too something                  | El taxista                              | Episodio: Eric's book |
| 1996      | Homeboys in outer space        | Habib                                   | Episodio: There's no space like home, or return or the jed eye                                                                                            |
| 1996      | Roseanne                       | Dr. Bakshi                              | Episodios: Roseambo, Hoi Polloi meets Hoiti Toiti |
| 1997      | Ellen                          | Daili Rajhavaari                        | Episodio: Hello, Dalai |
| 1995—1997 | Matrimonio con hijos           | Iqbal                                   | Episodios: Live nude Peg, Turning Japanese, The agony and the extra C, The naked and the dead, but mostly the naked                                       |
| 1995—1997 | Cosas de casa                  | Zoohair Bhutto                          | Episodios: Old man in, Fa la la la laagghh!, Bugged |
| 1997      | Los líos de Caroline           | Koothrappally, el taxista               | Episodio: Caroline and the critics |
| 1997      | Total security                 | Sangarapillai                           | Episodio: The never bending story |
| 1997      | Raymond                        | Doctor Sundram                          | Episodio: Golf |
| 1997      | Brooklyn sur                   | Omar Rashmid                            | Episodio: Love hurts |
| 1998      | Fired Up                       | Conductor                               | Episodio: Fire and nice |
| 1998      | Friends                        | Doctor de Joey                          | Episodio: The one hundredth |
| 1998      | El rey de la colina            | Dr. Bhudamanjur (voz)                   | Episodio: Next of shin |
| 1998      | Martial Law                    | Raj Patel                               | Episodio: Trackdown |
| 1999      | Malcolm & Eddie                | Dr. Halim Sahir                         | Episodio: Worst impressions |
| 1999      | Shasta McNasty                 | Meb                                     | Episodio: Adult education |
| 2000      | El ala oeste de la Casa Blanca | Embajador indio                         | Episodio: Lord John Marbury |
| 2000      | The Hughleys                   | Clerk                                   | Episodio: Oh thank heaven for seven-eleven |
| 2001      | Cazarrecompensas               | Edourard Barsamian                      | Episodio: Undercover |
| 2001      | Judging Amy                    | Mr. Pradip                              | Episodio: The last word |
| 2001      | Yes, dear                      | Monitor                                 | Episodio: The ticket |
| 1997—2001 | Urgencias                      | Dr. Zagerby                             | Episodios: If I should fall from Grace, Four corners, Random acts, Post mortem                                                                            |
| 2001      | The Agency                     | Varios                                  | Episodio: Closure |
| 2001      | The Tick                       | Hombre de la tintorería                 | Episodio: The license |
| 2002      | Alias                          | General Arshad                          | Episodio: Passage part 2 |
| 2003      | The Lyon's Den                 | Profesor                                | Episodio: The quantum theory |
| 2003      | The Division                   | Mohammed                                | Episodio: Hearts & minds |
| 2004      | Arrested Development           | Nazhgalia                               | Episodio: Shock and aww |
| 2003—2004 | Life with Bonnie               | Deepak/Iqbal                            | Episodios: Father and son: a table for two, Boomerang |
| 1998—2004 | JAG: Alerta roja               | Capitán Qamal Samad/Johny Marvel        | Episodios: Trojan horse, Wedding bell blues |
| 2004      | Dr. Vegas                      | Mr. Desai                               | Episodio: Advantage play |
| 2004      | Joan de Arcadia                | Indio oriental vendedor de gafas de sol | Episodio: Wealth of nations |
| 2004      | Girlfriends                    | Dr. Norayan                             | Episodio: When heart attacks |
| 2005      | Eve                            | Bob                                     | Episodio: Real women have nerves |
| 2005      | Las Vegas                      | Parviz Silani                           | Episodio: Double down, triple threat |
| 2005      | Just legal                     | Dr. Gupta                               | Episodio: The limit |
| 2005      | Hot Propietis                  | Fareed                                  | Episodio: Piloto |
| 2006      | Beyond                         | Imran Khan                              | |
| 2005—2006 | Kitchen confidential           | Iqbal                                   | Episodios: Teddy takes off, French fight |
| 2006      | La Guerra en Casa              | Hombre de Oriente medio                 | Episodio: The west palm beach story |
| 2007      | Weeds                          | Padre de Sanjay                         | Episodio: Bill Sussman |
| 2007      | Chuck                          | Peyman Alahi                            | Episodio: Chuck versus the wookiee |
| 2009      | Dos hombres y medio            | Don                                     | Episodio: I think you offended Don |
| 2009      | Nip/Tuck                       | Dr. Vijay Paresh                        | Episodio: Ricky wells |
| 2009—2010 | Community                      | Padre de Abed                           | Episodios: Basic genealogy, Introduction to film |
| 2010      | Childrens Hospital             | Sultán Abdul Aziz                       | Episodio: The sultan's finger: live |
| 2009—2015 | Glee                           | Director Figgins                        | personaje recurrente, serie de TV FOX |
| 2020      | Yo nunca (serie)               | Pandit Raj                              | Episodios: "... me sentí muy india", "... me emborraché con los populares"                                                                                |